# Mohammedan Sporting Club 2025-2026
Questa voce raccoglie le informazioni riguardanti il Mohammedan Sporting Club nelle competizioni ufficiali della stagione 2025-2026.

## Organico

### Rosa
| N. |                    | Ruolo | Calciatore           |
| -- | ------------------ | ----- | -------------------- |
|    | India (bandiera)   | D     | Thokchom James Singh |
|    | India (bandiera)   | D     | Paogoumang Singson   |
|    | India (bandiera)   | D     | Juwel Ahmed Mazumder |
|    | India (bandiera)   | D     | Sachu Siby           |
|    | India (bandiera)   | D     | Joe Zoherliana       |
|    | India (bandiera)   | D     | Mohammed Jassim      |
|    | India (bandiera)   | D     | Salman Faris         |
|    | India (bandiera)   | D     | Sajad Hussain Parray |
|    | Francia (bandiera) | D     | Florent Ogier        |
|    | India (bandiera)   | D     | Gaurav Bora          |
|    | India (bandiera)   | D     | Zodingliana Ralte    |
|    | India (bandiera)   | D     | Mohammed Irshad      |
|    | India (bandiera)   | D     | Bikash Sing          |

| N. |                  | Ruolo | Calciatore              |
| -- | ---------------- | ----- | ----------------------- |
|    | India (bandiera) | D     | Hira Mondal             |
|    | India (bandiera) | C     | Sajal Bag               |
|    | India (bandiera) | C     | Tanmoy Ghosh            |
|    | India (bandiera) | C     | Tangva Ragui            |
|    | India (bandiera) | C     | Amarjit Singh Kiyam     |
|    | India (bandiera) | C     | Jeremy Laldinpuia       |
|    | India (bandiera) | C     | Robi Hansda             |
|    | India (bandiera) | C     | Mahitosh Roy            |
|    | India (bandiera) | C     | Makan Chote             |
|    | India (bandiera) | A     | Rochharzela             |
|    | India (bandiera) | A     | Ashley Alban Koli       |
|    | India (bandiera) | A     | Lalremsanga Fanai       |
|    | India (bandiera) | A     | Soraisam Robinson Singh |

### Staff tecnico
- Alison Kharsyntiew - Assistente allenatore

## Calciomercato
Il 3 luglio 2025, la FIFA ha ufficialmente vietato al club di Calcutta di tesserare nuovi giocatori , sia in India che all'estero. Questo divieto è stato imposto perché il club non ha pagato i suoi ex giocatori, Mirjalol Kasimov e Alexis Gómez. Il blocco resterà in vigore finché non verrà saldato il debito.
| Acquisti | Acquisti                | Acquisti           | Acquisti      |
| R.       | Nome                    | da                 | Modalità      |
| -------- | ----------------------- | ------------------ | ------------- |
| D        | Thokchom James Singh    | Delhi              | Fine prestito |
| D        | Hira Mondal             | East Bengal        | Definitivo    |
| D        | Bikash Sing             | Adamas SA U21      | Definitivo    |
| D        | Paogoumang Singson      |                    |               |
| D        | Juwel Ahmed Mazumder    |                    |               |
| D        | Sachu Siby              |                    |               |
| D        | Joe Zoherliana          |                    |               |
| D        | Mohammed Jassim         |                    |               |
| D        | Salman Faris            |                    |               |
| D        | Sajad Hussain Parray    |                    |               |
| D        | Florent Ogier           |                    |               |
| D        | Gaurav Bora             |                    |               |
| D        | Zodingliana Ralte       |                    |               |
| D        | Mohammed Irshad         |                    |               |
| C        | Sajal Bag               | Delhi              | Fine prestito |
| C        | Tanmoy Ghosh            | Rajasthan Utd      | Fine prestito |
| C        | Tangva Ragui            | Sporting Bengaluru | Fine prestito |
| C        | Amarjit Singh Kiyam     |                    |               |
| C        | Jeremy Laldinpuia       |                    |               |
| C        | Robi Hansda             |                    |               |
| C        | Mahitosh Roy            |                    |               |
| C        | Makan Chote             |                    |               |
| A        | Ashley Alban Koli       | Churchill Brothers | Fine prestito |
| A        | Lalremsanga Fanai       |                    |               |
| A        | Soraisam Robinson Singh |                    |               |
| A        | Rochharzela             |                    |               |

| Cessioni | Cessioni                  | Cessioni           | Cessioni      |
| R.       | Nome                      | a                  | Modalità      |
| -------- | ------------------------- | ------------------ | ------------- |
| P        | Padam Chettri             | Punjab FC          | Definitivo    |
| P        | Bhaskar Roy               | Indian Navy        | Definitivo    |
| D        | Vanlalzuidika Chhakchhuak | Odisha             | Definitivo    |
| D        | Samad Mallick             | Bhawanipore        | Definitivo    |
| D        | Joseph Adjei              |                    | Svincolato    |
| C        | K Lalrinfela              | Odisha             | Definitivo    |
| C        | Mirjalol Kasimov          |                    | Svincolato    |
| C        | Marc Andre Schmerböck     | Austria Klagenfurt | Definitivo    |
| C        | Wahengbam Angousana       | Diamond Harbour    | Definitivo    |
| A        | Sagolsem Bikash Singh     | Kerala Blasters    | Fine prestito |
| A        | Alexis Gómez              | Persijap Jepara    | Definitivo    |
| A        | Carlos França             | Persijap Jepara    | Definitivo    |
| A        | Manvir Singh              | Jamshedpur         | Definitivo    |
| A        | César Lobi Manzoki        |                    | Svincolato    |

## Risultati

### Indian Super League

#### Andamento in campionato
| Giornata  | 1 | 2 | 3 | 4 | 5 | 6 | 7 | 8 | 9 | 10 | 11 | 12 | 13 | 14 | 15 | 16 | 17 | 18 | 19 | 20 | 21 | 22 | 23 | 24 | 25 | 26 |
| --------- | - | - | - | - | - | - | - | - | - | -- | -- | -- | -- | -- | -- | -- | -- | -- | -- | -- | -- | -- | -- | -- | -- | -- |
| Luogo     |   |   |   |   |   |   |   |   |   |    |    |    |    |    |    |    |    |    |    |    |    |    |    |    |    |    |
| Risultato |   |   |   |   |   |   |   |   |   |    |    |    |    |    |    |    |    |    |    |    |    |    |    |    |    |    |
| Posizione |   |   |   |   |   |   |   |   |   |    |    |    |    |    |    |    |    |    |    |    |    |    |    |    |    |    |

Legenda:

Luogo: C = Casa; T = Trasferta. Risultato: V = Vittoria; N = Pareggio; P = Sconfitta.

### Durand Cup
| Arbitro: | Lakshay |

|                           |           |                                     |
| Thokchom Adison Singh 36’ | Marcatori | 51’ Sairuat Kima 90+10’ Luka Majcen |

| Arbitro: | Aditya Purkayastha |

|                                                 |           |                       |
| Liston Colaco 23’, 90+6’ (Rig.) Suhail Bhat 63’ | Marcatori | 50’ Ashley Alban Koli |

| Arbitro: | Kishor Gangaram Choudhari |

|  |           |                                               |
|  | Marcatori | 5’ (Rig.) Sajal Bag 21’, 30’ Maharabam Maxion |

#### Andamento in campionato
| Giornata  | 1 | 2 | 3 |  |
| --------- | - | - | - |  |
| Luogo     | C | T | T |  |
| Risultato | P | P | V |  |
| Posizione | 3 | 3 | 3 |  |

Legenda:

Luogo: C = Casa; T = Trasferta. Risultato: V = Vittoria; N = Pareggio; P = Sconfitta.

### Calcutta Football League

#### Gruppo B
| Naihati 4 agosto 2025, ore 11:30 UTC+5:30 1ª giornata  | Mohammedan | 0 – 1 referto        | Peerless | Bankimanjali Stadium |
| \| \| \| \| \| \| Marcatori \| 60’ Monoranjan Singh \| |            |                      |          |                      |
|                                                        |            |                      |          |                      |
|                                                        | Marcatori  | 60’ Monoranjan Singh |          |                      |

| Naihati 4 luglio 2025, ore 11:30 UTC+5:30 2ª giornata                                             | Calcutta Police | 2 – 2                           | Mohammedan | Bankimanjali Stadium |
| \| \| \| \| \| Rahul Naskar 9’ Sanjoy Oraw 54’ \| Marcatori \| 7’ Lalthankima 19’ Lalngaihsaka \| |                 |                                 |            |                      |
|                                                                                                   |                 |                                 |            |                      |
| Rahul Naskar 9’ Sanjoy Oraw 54’                                                                   | Marcatori       | 7’ Lalthankima 19’ Lalngaihsaka |            |                      |

| Naihati 9 luglio 2025, ore 11:30 UTC+5:30 3ª giornata                     | United SC | 3 – 0 referto | Mohammedan | Bankimanjali Stadium |
| \| \| \| \| \| Dipesh Murmu 64’ Sahil Harijan 75’, 77’ \| Marcatori \| \| |           |               |            |                      |
|                                                                           |           |               |            |                      |
| Dipesh Murmu 64’ Sahil Harijan 75’, 77’                                   | Marcatori |               |            |                      |

| Naihati 25 luglio 2025, ore 11:30 UTC+5:30 4ª giornata                                   | NBP Rainbow | 2 – 1 referto   | Mohammedan | Bankimanjali Stadium |
| \| \| \| \| \| Souvik Ghosal 78’ Amar Nath Baskey 83’ \| Marcatori \| 48’ Shiba Mandi \| |             |                 |            |                      |
|                                                                                          |             |                 |            |                      |
| Souvik Ghosal 78’ Amar Nath Baskey 83’                                                   | Marcatori   | 48’ Shiba Mandi |            |                      |

| Kalyani 17 luglio 2025, ore 11:30 UTC+5:30 5ª giornata                                                                | Kidderpore | 3 – 2 referto                                  | Mohammedan | Kalyani Stadium |
| \| \| \| \| \| Pangambam Naoba Meitei 11’, 58’, 87’ \| Marcatori \| 27’ (Rig.) Sajal Bag 83’ Thokchom Adison Singh \| |            |                                                |            |                 |
| |            |                                                |            |                 |
| Pangambam Naoba Meitei 11’, 58’, 87’                                                                                  | Marcatori  | 27’ (Rig.) Sajal Bag 83’ Thokchom Adison Singh |            |                 |

| Naihati 22 luglio 2025, ore 11:30 UTC+5:30 6ª giornata | Diamond Harbour | 1 – 0 referto | Mohammedan | Bankimanjali Stadium |
| \| \| \| \| \| Akash Hemram 7’ \| Marcatori \| \|      |                 |               |            |                      |
|                                                        |                 |               |            |                      |
| Akash Hemram 7’                                        | Marcatori       |               |            |                      |

| Kalyani 11 agosto 2025, ore 11:30 UTC+5:30 7ª giornata                                      | Southern Samity | 1 – 2 referto                         | Mohammedan | Kalyani Stadium |
| \| \| \| \| \| Soail Ali Wahab 55’ \| Marcatori \| 6’ Maharabam Maxion 75’ Suvendu Malik \| |                 |                                       |            |                 |
|                                                                                             |                 |                                       |            |                 |
| Soail Ali Wahab 55’                                                                         | Marcatori       | 6’ Maharabam Maxion 75’ Suvendu Malik |            |                 |

| Barrackpur 14 agosto 2025, ore 11:30 UTC+5:30 9ª giornata                                                      | Sreebhumi | 1 – 3 referto                                               | Mohammedan | Bibhutibhushan Bandyopadhyay Stadium |
| \| \| \| \| \| Aritra Ghosh 19’ \| Marcatori \| 18’ Shiba Mandi 79’ Lalthankima 90+4’ Thokchom Adison Singh \| |           |                                                             |            |                                      |
| |           |                                                             |            |                                      |
| Aritra Ghosh 19’                                                                                               | Marcatori | 18’ Shiba Mandi 79’ Lalthankima 90+4’ Thokchom Adison Singh |            |                                      |

| Naihati 18 agosto 2025, ore 11:30 UTC+5:30 10ª giornata                                                 | Mohammedan | 1 – 2 referto                               | Wari | Bankimanjali Stadium |
| \| \| \| \| \| Thokchom Adison Singh 75’ \| Marcatori \| 13’ Khullakpam Sakir Ali 50’ Rakesh Kapuria \| |            |                                             |      |                      |
| |            |                                             |      |                      |
| Thokchom Adison Singh 75’                                                                               | Marcatori  | 13’ Khullakpam Sakir Ali 50’ Rakesh Kapuria |      |                      |

| Naihati 22 agosto 2025, ore 11:30 UTC+5:30 11ª giornata | Mohammedan | – | Bhawanipore | Bankimanjali Stadium |

##### Andamento in campionato
| Giornata  | 1  | 2  | 3  | 4  | 5  | 6  | 7  | 8  | 9 | 10 | 11 | 12 | 13 |
| --------- | -- | -- | -- | -- | -- | -- | -- | -- | - | -- | -- | -- | -- |
| Luogo     | C  | T  | T  | T  | T  | T  | T  | X  | T | C  | C  |    |    |
| Risultato | P  | N  | P  | P  | P  | P  | V  | X  | V | P  |    |    |    |
| Posizione | 11 | 11 | 10 | 10 | 12 | 12 | 11 | 11 | 9 | 10 |    |    |    |

Legenda:

Luogo: C = Casa; T = Trasferta. Risultato: V = Vittoria; N = Pareggio; P = Sconfitta.